# Стубла
Сту́бла (Стубл, Стубло) — річка в Україні на Західному Поліссі, в межах Володимирецького, Дубровицького та Зарічненського районів Рівненської області. Права притока Горіні (басейн Прип'яті).

## Назва
На Поліссі апелятив стубла (стубло) означає «грузьке болото, де трясеться, коливається земля», «болотисто-трясовинне місце, заросле травою, очеретом».

## Опис
Довжина 64 км, сточище 722 км². Долина невиразна, завширшки до 3 км. Заплава двобічна, переважно осушена, завширшки від 0,3 до 2,5 км. Річище у прородному стані звивисте, розгалужене; на значній протяжності випрямлене і являє собою магістральний канал осушувальної системи «Стубла». Його ширина 20—24 м, глибина 1,2—1,7 м. Похил річки 0,3 м/км. Живлення снігове і дощове. Замерзає наприкінці листопада, скресає у березні.

## Розташування
Стубло бере початок на південь від села Половлі. Тече переважно на північний схід, у пригирловій частині повертає на північний захід. Впадає до Стиру між смт Зарічне та селом Іванчиці.
Основні притоки: Морочна, Безіменка (праві), Бродниця (ліва).

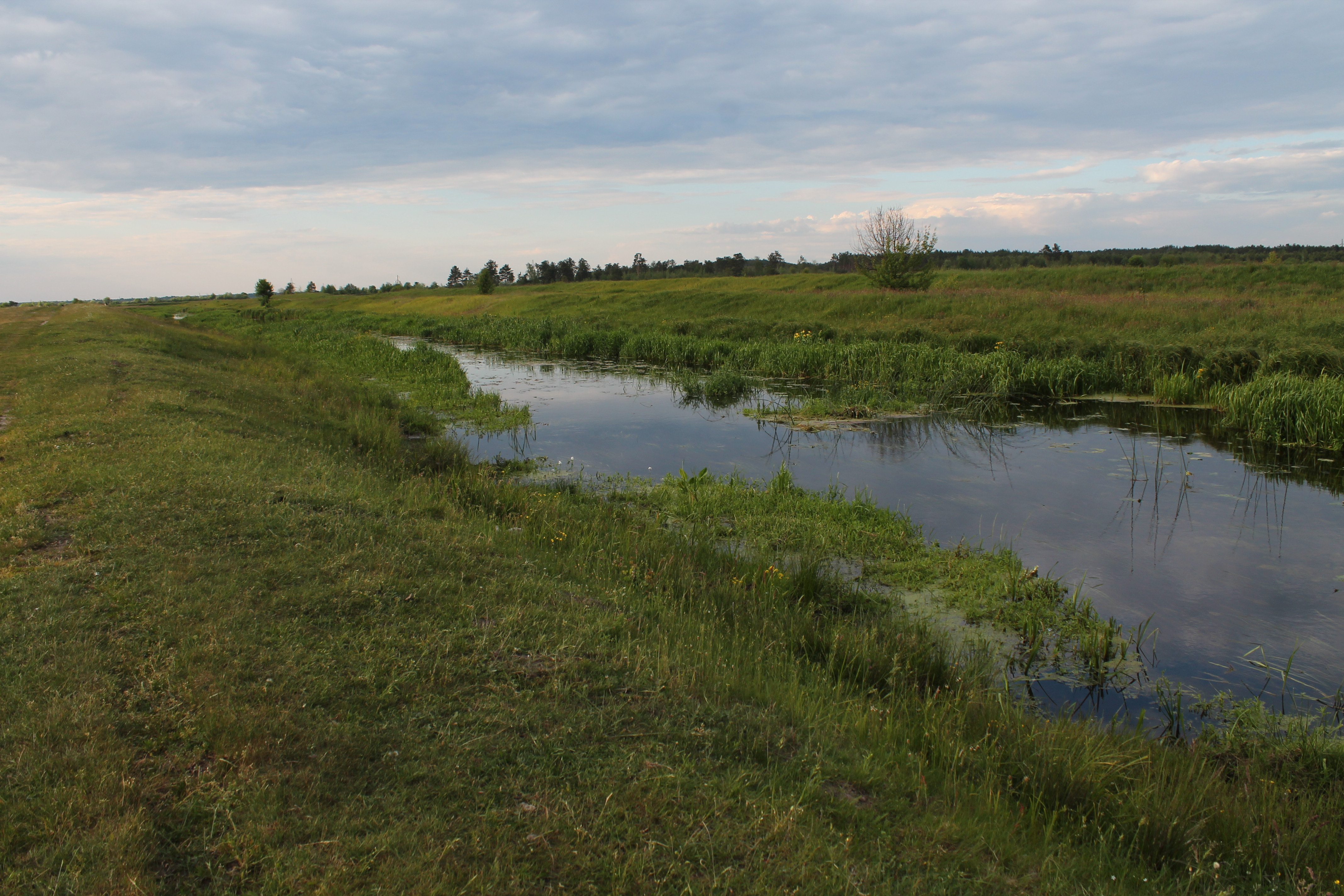

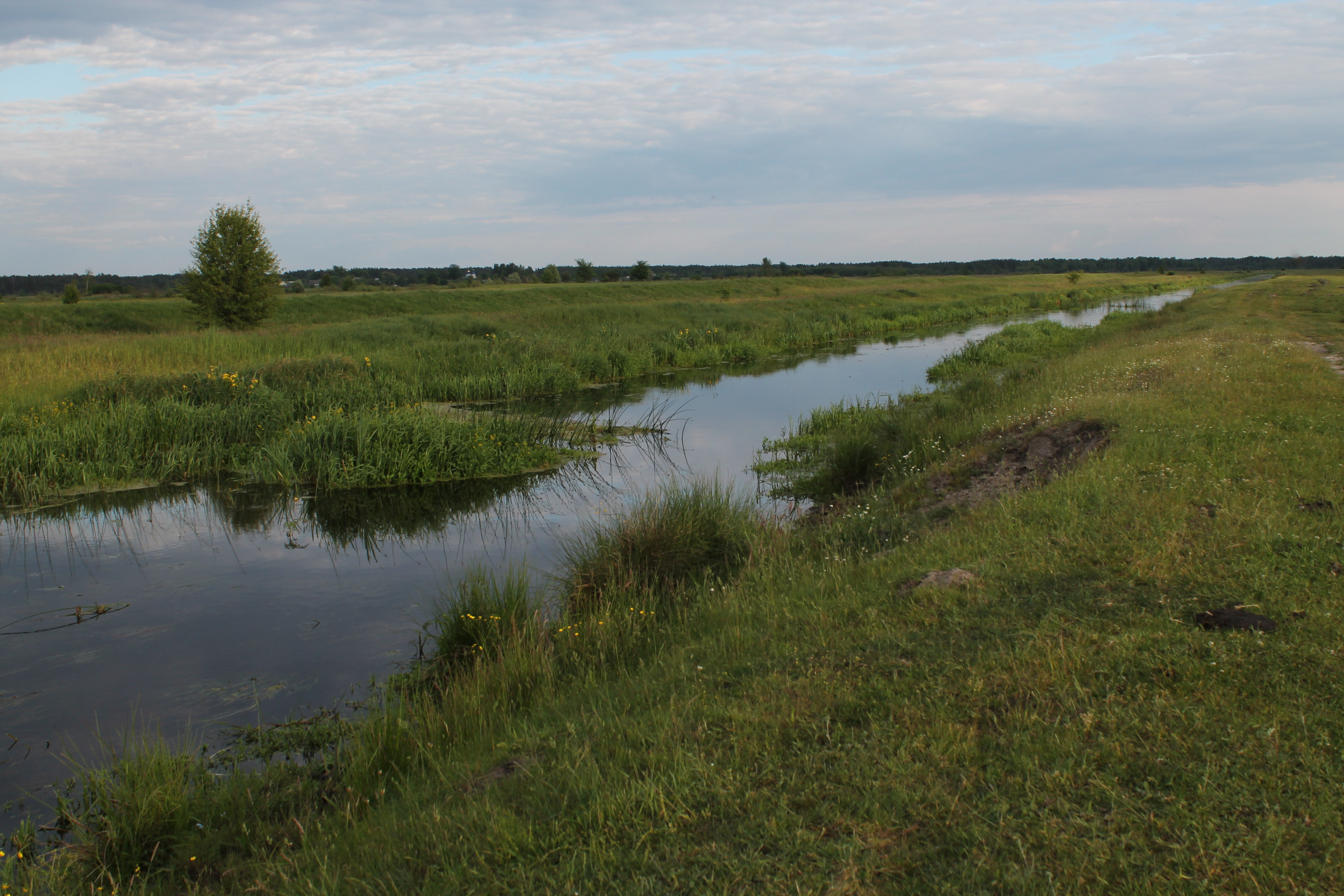